# The Tumbler
The Tumbler è il secondo album in studio del cantautore scozzese John Martyn, pubblicato nel 1968.

## Tracce
Tutte le tracce sono di John Martyn, eccetto dove indicato.

1. Sing A Song of Summer – 2:22
2. The River – 2:59
3. Goin' Down to Memphis – 3:12
4. The Gardeners (Bill Lyons) – 3:15
5. A Day at the Sea – 2:35
6. Fishin' Blues (Henry Thomas) – 2:37
7. Dusty – 3:07
8. Hello Train – 2:36
9. Winding Boy (Jelly Roll Morton) – 2:22
10. Fly on Home (Martyn, Paul Wheeler) – 2:33
11. Knuckledy Crunch and Slippledee-slee Song – 2:55
12. Seven Black Roses – 4:02